# Wilejka (stacja kolejowa)
Wilejka (biał. Вілейка, ros. Вилейка) – stacja kolejowa w miejscowości Wilejka, w rejonie wilejskim, w obwodzie mińskim, na Białorusi. Położona jest na linii Połock - Mołodeczno.
Stacja istniała przed II wojną światową.